# Свержов
Свержов (слч. Sveržov) насељено је мјесто са административним статусом сеоске општине (слч. obec) у округу Бардјејов, у Прешовском крају, Словачка Република.

## Становништво
| Година:    | 1994. | 2004.    | 2014.    | 2024.    |
| ---------- | ----- | -------- | -------- | -------- |
| Број људи: | 444   | 511      | 580      | 677      |
| Разлика:   |       | +15,09 % | +13,50 % | +16,72 % |

| Година:    | 2023. | 2024.   |
| ---------- | ----- | ------- |
| Број људи: | 652   | 677     |
| Разлика:   |       | +3,83 % |

Према подацима о броју становника из 2024. године насеље је имало 677 становника.